# Генріх Антон Австрійський
Ерцгерцог Генріх Антон Марія Райнер Карл Грегор Австрійський (нім. Heinrich Anton Maria Rainer Karl Gregor von Österreich), ( 9 травня 1828 —  30 листопада 1891) — ерцгерцог Австрійський з династії Габсбургів, син віце-короля Ломбардо-Венеційського королівства Райнера Йозефа Австрійського та принцеси Савойської-Кариньяно Єлизавети.  Фельдмаршал-лейтенант австрійської армії (1863). Учасник австро-італійської війни (1866), відзначився у битві при Кустоці.
Був виключений з династії Габсбургів та позбавлений титулу через морганатичний шлюб з актрисою Леопольдіною Гоффман у 1868 році. Після цього носив титул граф фон Вайдек та мешкав із дружиною у скрутних умовах в Південному Тиролі. Проте вже у 1872 році був відновлений у всіх правах, а шлюб — визнаний імператором. Решту життя провів у Больцано.

## Біографія
Народився 9 травня 1828 року у Мілані. Був сьомою дитиною та п'ятим сином в родині віце-короля Ломбардо-Венеційського королівства Райнера Йозефа Австрійського та його дружини Єлизавети Савойської. Мав старших сестер Марію Кароліну й Адельгейду та братів Леопольда Людвіга, Ернста Карла, Сигізмунда Леопольда та Райнера Фердинанда. Молодший брат Максиміліан Карл прожив лише дев'ять років.

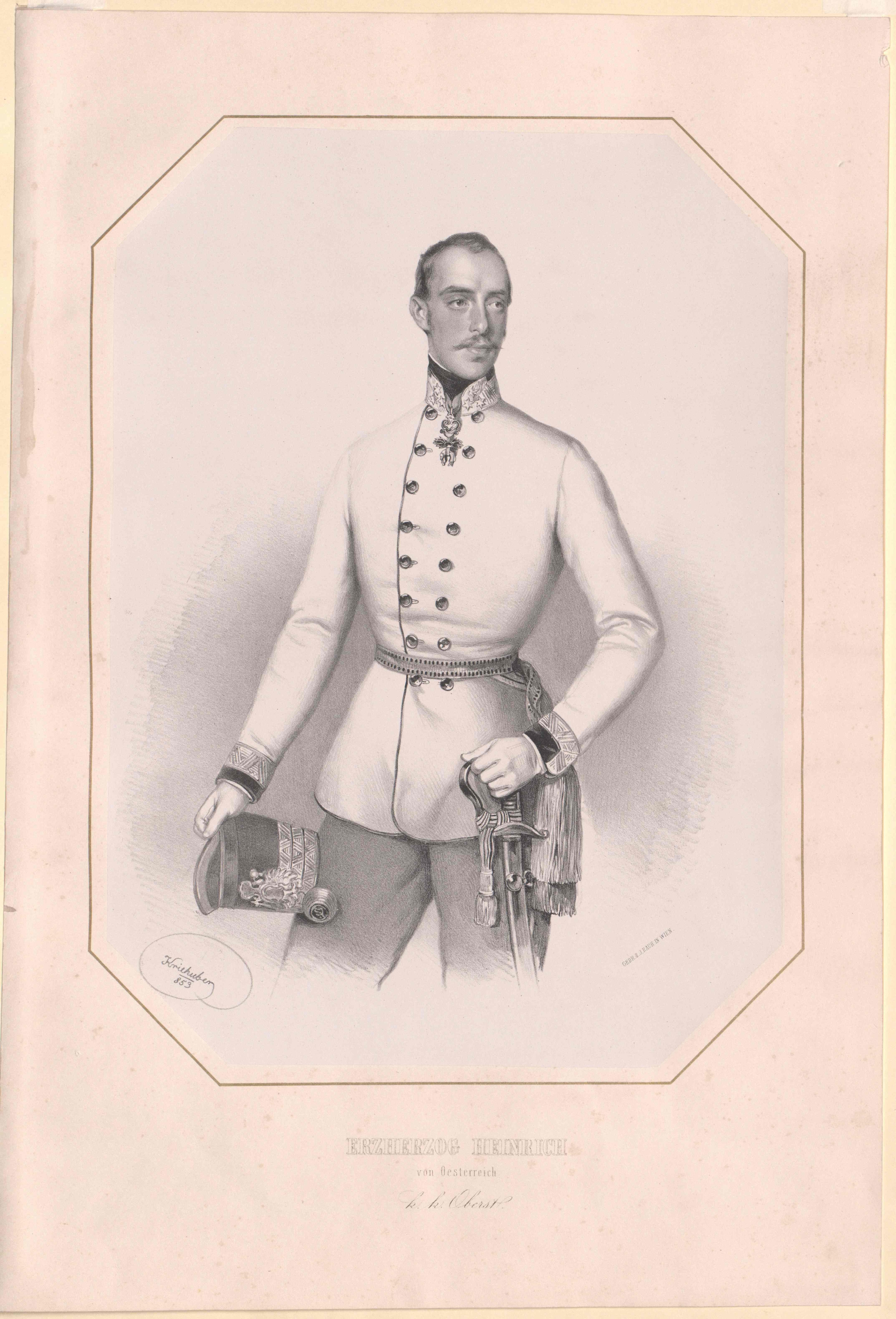
Ерцгерцог Генріх на літографії Йозефа Кріхубера 1853 року

Основною резиденцією родини був королівський палац у Мілані. Літній час проводили на віллі у Монці, де батько віддавався своїй пристрасті до ботаніки. Навколо вілли був розбитий один із найбільших в Європі парків з сільськогосподарчими угіддями, розарієм, оранжереєю та фазанарієм. У 1840 році була відкрита залізниця, яка з'єднувала Мілан із резиденцією у Монці. Також мали замок Хернштайн неподалік Відня.
Генріх зробив військову кар'єру. Кілька років був полковником 3-го піхотного полку, названого на честь ерцгерцога Карла, згодом — командиром 14-го піхотного полку. У 1859 році став генерал-майором і командиром бригади. У 1862 році — генерал-лейтенантом та командиром 62-го піхотного полку. Наступного року отримав чин фельдмаршала-лейтенанта. У 1864-му прийняв командування дивізією у Граці. Брав участь у австро-італійській війні, відзначився у битві при Кустоці. Після бойових дій повернувся до Грацу, проте через зв'язок з актрисою був переведений до Брно, де йому було доручене командування 4-ю дивізією. Втім, згодом Генріх узяв шлюб з цією жінкою.

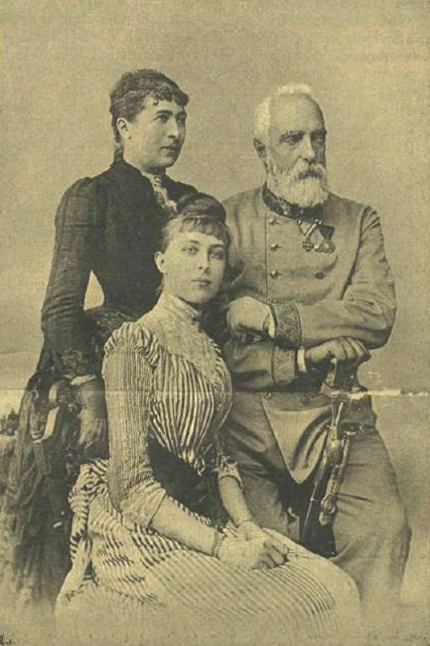
Генріх із дружиною та донькою, 1891

У віці 39 років ерцгерцог побрався з 25-річною актрисою Леопольдіною Гоффман проти волі імператора Франца Йозефа. Весілля пройшло 4 лютого 1868 у Больцано, куди Генріх запросив приїхати наречену. На даний морганатичний шлюб послідувала негативна реакція віденського двору. Ерцгерцог був позбавлений титулу та звання шефа 62-го піхотного полку. Апанаж у розмірі 40 000 форинтів був скасований. Також йому та дружині було заборонено знаходитися на теренах імперії.
Пара придбала невеликий селянський маєток на березі річки Еч в Південному Тиролі, де мешкала досить економно, заробляючи на обробці землі. Леопольдіна писала у своєму листі, датованому 1871 роком, що мала більше грошей, коли співала в театрі. Генріх в цей час йменувався граф фон Вайдек. Втім, вже у 1872 році йому повернули титул ерцгерцога та прийняли назад до сім'ї Габубсургів.
Незабаром він відновив своє військове звання і у 1875 році був призначений шефом 51-го піхотного полку. Також йому знову почали виплачувати відповідне утримання. Пара оселилася в Больцано, де вела усамітнене життя у своєму палаці. У них народилася єдина донька Марія Райньєра (1872—1936) — дружина графа Енріке Лукезі-Паллі, онука принцеси Марії Кароліни Бурбон-Сицилійської.
Леопольдіна спочатку була удостоєна дворянства, а у 1878 році — стала баронесою фон Вайдек.
21 листопада 1891 року подружжя в один зі своїх рідких візитів до Відня відвідало весілля принцеси Луїзи Тосканської із спадкоємцем саксонського престолу Фрідріхом Августом. Наступного дня Леопольдіна злягла з грипом, невдовзі захворів і Генріх. Хвороба в обох перейшла у пневмонію. 29 листопада померла баронеса, наступного дня не стало й ерцгерцога. Генріх був похований 9 грудня в родинному склепі в Больцано. Його брат Сигізмунд застудився, будучи присутнім на похороні, і пішов з життя 15 грудня.

## Нагороди
- Орден Золотого руна (Австрійська імперія) (1852);
- Орден Людвіга (Велике герцогство Гессенське).